# 竹ヶ鼻城の戦い
竹ヶ鼻城の戦い（たけがはなじょうのたたかい）は、尾張国（後に美濃国に編入）竹ヶ鼻城を巡って行われた攻防戦である。天正12年（1584年）、小牧・長久手の戦い後に羽柴秀吉によって行われた水攻めと、慶長5年（1600年）、関ヶ原の戦いの前哨戦として行われたものとがある。

## 竹ヶ鼻城の水攻め
織田信長の死後、実権を掌握した羽柴秀吉と、織田信雄・徳川家康とが対立し、天正12年（1584年）、小牧・長久手の戦いが起こった。4月9日、長久手で家康に敗北を喫した秀吉は、作戦を変更して伊勢長島城の信雄を脅かし、家康を誘い出そうと図った。秀吉は細川忠興らを動員すると、まず5月6日ないし7日に信雄方の加賀野井城を落城させ、翌日には竹ヶ鼻城の北西1キロメートルにある間島村の丘陵に付け城を築いて、そこを本陣とした。
竹ヶ鼻城主不破広綱は長年信長に仕えてきたが、秀吉とも昵懇の間柄だったため、双方のどちらに付くか城内で大評定を開いた結果、信雄に付くことに決していた。このとき籠城したのは700余騎とも7,000余騎ともいわれる。この城は東側に木曽川の支流足近川につながる逆川が流れ、堤防が築かれていた。そこで秀吉は、城の北から西、南へかけても、半円形に約3kmに及ぶ、高さ1丈（約3m）、幅14、5間（約25m）の堤を築き、そこに足近川の水を引き入れて城を水攻めにすることにした。5月11日より、将兵のみならず付近一帯の住民もかり集め、突貫工事を行った。この堤は「一夜堤」と呼ばれるが、実際には5、6日は要したと見られている。
五月雨により増水した足近川の水により、町家は三尺余り（約1m）浸水し、城は二の丸まで冠水した。城内では筏を組んだり簀を張ったりして対処したが、家中には逃げ場を失った鼠や蛇が侵入して婦女子を脅かした。城側は信雄や家康に救援を要請する使者を送るも、本多忠勝や織田長益・滝川雄利による援軍は、秀吉側に阻まれて途中から引き返してしまった。しかし、秀吉も家康や信雄が自ら出陣して来ないのでは長々と戦いを続けるのも無意味と考え、城主以下全員の命を助ける条件で開城するよう勧告した。これを受け入れた広綱は6月10日に長島の信雄のもとに退去し、竹ヶ鼻城を接収した秀吉も大坂城へ帰還した。

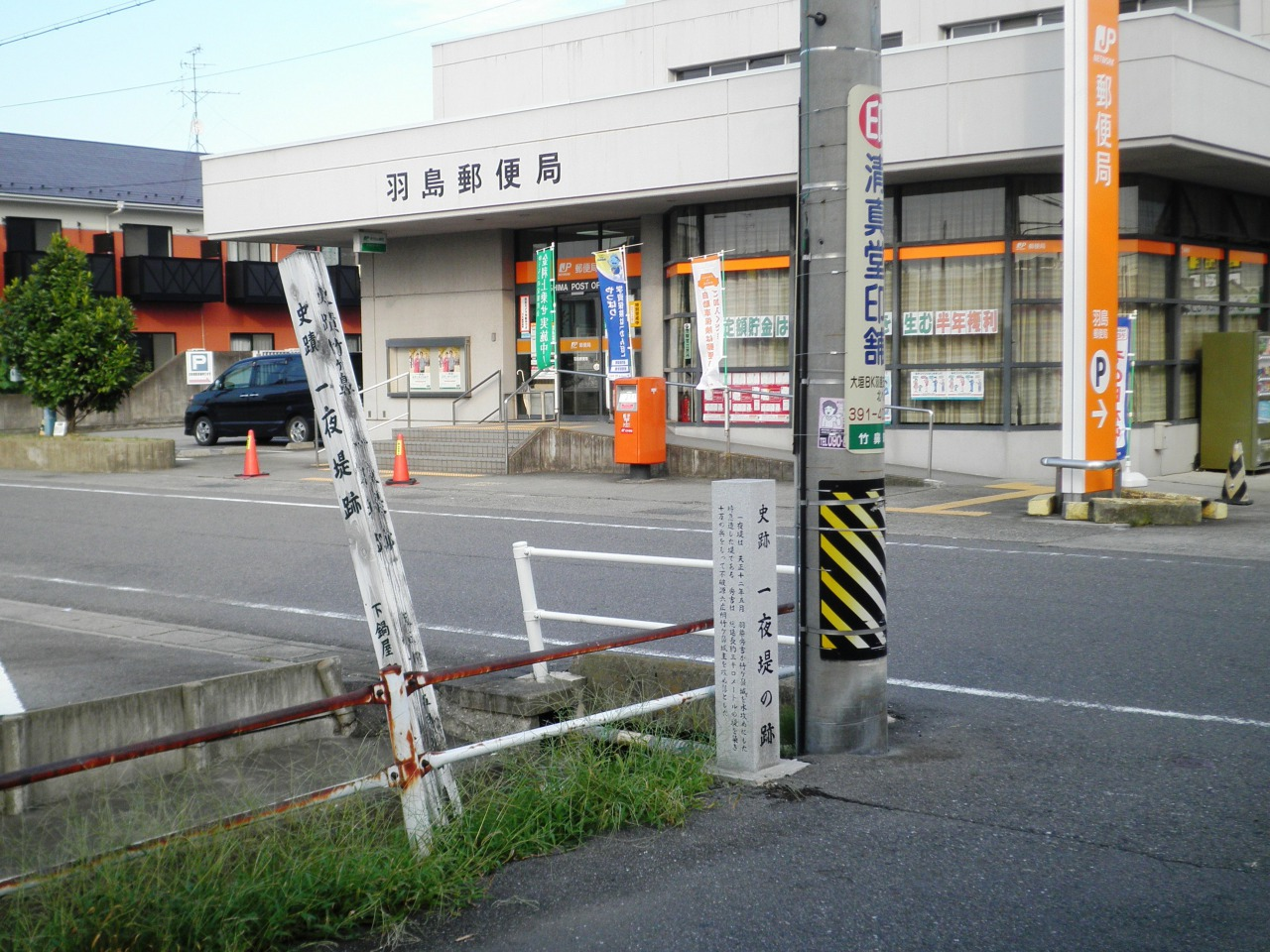
一夜堤の跡 （羽島郵便局前）
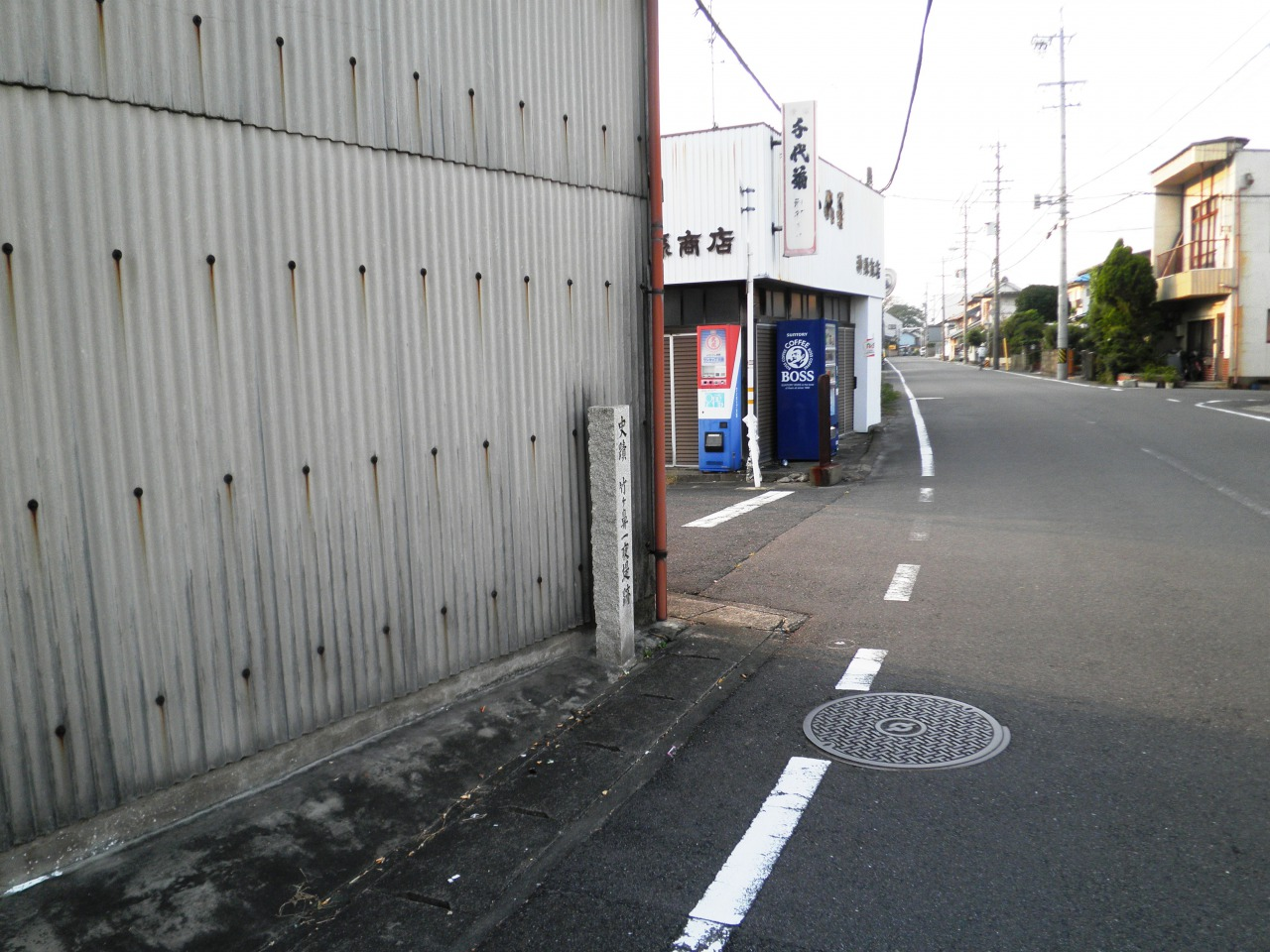
竹ヶ鼻一夜堤跡 （竹鼻町今町交差点横）
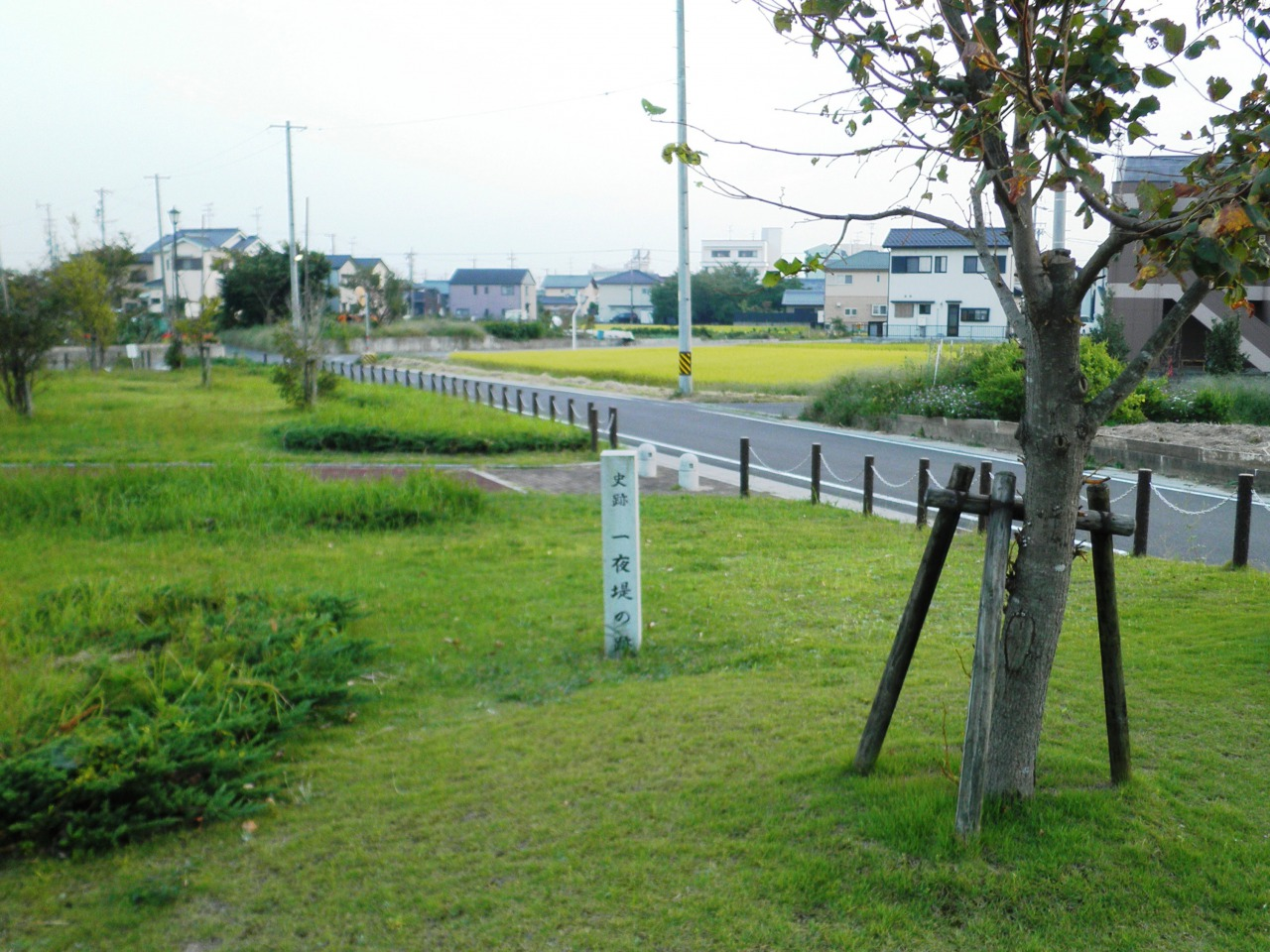
一夜堤の跡 （羽島市営斎場前）

### 参考
- 竹鼻町史編集委員会『竹鼻の歴史』竹鼻町史刊行委員会、1999年、28 - 29頁。
- 羽島市史編纂委員会『羽島市史』 第1巻、羽島市役所、1964年、431 - 437頁。

## 慶長5年の竹ヶ鼻城の戦い
豊臣秀吉の死後、着々と実権を掌握する徳川家康に対し、慶長5年（1600年）に石田三成が反旗を翻した。岐阜城主の織田秀信は三成方に付いたため、秀信の配下だった竹ヶ鼻城主杉浦重勝も西軍に加わった。清洲城を発した東軍は、まず岐阜城を攻めるため、二手に分かれて木曽川を渡ることになった。8月21日、池田輝政・浅野幸長ら18,000の兵は河田（こうだ）の渡しに、福島正則・細川忠興・京極高知・黒田長政・加藤嘉明・藤堂高虎・田中吉政・井伊直政・本多忠勝ら16,000の兵は下流の起（おこし）の渡しに到着。翌22日、輝政らは木曽川を渡り米野で交戦して織田方を敗走させた（河田木曽川渡河の戦い、米野の戦い）。
一方、起の渡しでは、対岸に杉浦重勝が、近隣の加賀野井城の主を失った加賀井重望の家臣らを加え、秀信からの援軍梶川三十郎・花村半左衛門や三成からの援軍毛利広盛らと柵を作って布陣し、鉄砲を撃ちかけてくるうえに、砂地のため馬で渡河するのは困難だった。そこで正則らは、21日夜さらに下流の加賀野井から船や筏で渡河し、西軍を攻撃した。22日午前8時、重勝らは竹ヶ鼻城に退却し、本丸を重勝、二の丸を梶川・花村・毛利らが守備。渡河した東軍はそのまま22日9時に竹ヶ鼻城を正面攻撃。正則の家臣らに負傷者が出たが、間もなく正則と旧知の間柄だった二の丸の梶川・花村・毛利らが勧告を受けて降伏し、二の丸に福島軍を呼び込んだ。本丸に孤立した重勝は降伏勧告を拒絶。最終的には手勢36名となったがそれでも抵抗を続けた。正則養子の福島正之の奮戦により本丸門が破られるに及び、午後4時、重勝は自ら本丸を打って出て大槍を駆使して奮戦したのち、槍を門に立てかけ、城に火を掛け自刃した。重勝の周りでは生き残っていた家臣7名が自刃していたと伝わる。
正則らは輝正らと合流し、翌日23日には岐阜城も落城させた（岐阜城の戦い）。9月15日には、関ヶ原の戦いで東軍が勝利することになる

### 参考
- 竹鼻町史編集委員会『竹鼻の歴史』竹鼻町史刊行委員会、1999年、30 - 31頁。
- 羽島市史編纂委員会『羽島市史』 第1巻、羽島市役所、1964年、437 - 442頁。